# العلاقات الأنغولية النمساوية
العلاقات الأنغولية النمساوية هي العلاقات الثنائية التي تجمع بين أنغولا والنمسا.

## مقارنة بين البلدين
هذه مقارنة عامة ومرجعية للدولتين:
| وجه المقارنة                                              | أنغولا           | النمسا                                                    |
| --------------------------------------------------------- | ---------------- | --------------------------------------------------------- |
| المساحة (كم2)                                             | 1.25 مليون       | 83.86 ألف                                                 |
| عدد السكان (نسمة)                                         | 29.78 مليون      | 8.81 مليون                                                |
| الكثافة السكانية (ن./كم²)                                 | 23.82            | 105.06                                                    |
| العاصمة                                                   | لواندا           | فيينا                                                     |
| اللغة الرسمية                                             | اللغة البرتغالية | اللغة الألمانية، لغة الإشارة النمساوية ‏                   |
| العملة                                                    | كوانزا أنغولي    | يورو، شلن نمساوي، رايخ مارك، شلن نمساوي                   |
| الناتج المحلي الإجمالي (بليون دولار)                      | 124.21 مليار     | 416.60 مليار                                              |
| الناتج المحلي الإجمالي (تعادل القوة الشرائية) بليون دولار | 184.83 مليار     | 426.99 مليار                                              |
| الناتج المحلي الإجمالي الاسمي للفرد دولار أمريكي          | 4.10 ألف         | 43.77 ألف                                                 |
| الناتج المحلي الإجمالي للفرد دولار أمريكي                 |                  | 47.68 ألف                                                 |
| مؤشر التنمية البشرية                                      | 0.533            | 0.885                                                     |
| رمز المكالمات الدولي                                      | +244             | +43                                                       |
| رمز الإنترنت                                              | .ao              | .at                                                       |
| المنطقة الزمنية                                           | ت ع م+01:00      | توقيت وسط أوروبا، ت ع م+01:00، ت ع م+02:00، أوروبا/فيينا ‏ |

## منظمات دولية مشتركة
يشترك البلدان في عضوية مجموعة من المنظمات الدولية، منها:
| علم المنظمة | اسم المنظمة                        | تاريخ انضمام أنغولا | تاريخ انضمام النمسا |
| ----------- | ---------------------------------- | ------------------- | ------------------- |
|             | الاتحاد الدولي للاتصالات           | 13 أكتوبر 1976      | 1866                |
|             | منظمة حظر الأسلحة الكيميائية       | ?                   | ?                   |
|             | البنك الإفريقي للتنمية             | ?                   | ?                   |
|             | منظمة التجارة العالمية             | ?                   | ?                   |
|             | منظمة الشرطة الجنائية الدولية      | ?                   | ?                   |
|             | الأمم المتحدة                      | 1 ديسمبر 1976       | 14 ديسمبر 1955      |
|             | يونسكو                             | 11 مارس 1977        | 13 أغسطس 1948       |
|             | البنك الدولي للإنشاء والتعمير      | 19 سبتمبر 1989      | 27 أغسطس 1948       |
|             | وكالة ضمان الاستثمار متعدد الأطراف | 19 سبتمبر 1989      | 16 ديسمبر 1997      |
|             | مؤسسة التنمية الدولية              | 19 سبتمبر 1989      | 28 يونيو 1961       |
|             | مؤسسة التمويل الدولية              | 19 سبتمبر 1989      | 28 سبتمبر 1956      |
|             | الاتحاد البريدي العالمي            | ?                   | ?                   |

## وصلات خارجية
- موقع وزارة الخارجية الأنغولية
- موقع وزارة الخارجية النمساوية